# Kbk wz. 2005 Jantar
Kbk wz. 2005 Jantar là mẫu súng trường tấn công có thiết kế bullpup thử nghiệm được thiết kế bởi Wojskowa Akademia Techniczna dựa tên khẩu Kbs wz. 1996 Beryl.
Jantar là mẫu thử nghiệm để xác định những tính năng nổi trội của loại súng trường tấn công có thiết kế bullpup, mà tiêu biểu nhất là độ chính xác tăng khi bắn liên thanh. Dự án Kbk wz. 2005 Jantar không có ý định sản xuất hàng loạt loại súng này mà chỉ để thu thập các số liệu cũng như kin nghiệm về việc sử dụng loại vũ khí này để dùng trong những dự án vũ khí tiên tiến sau này của quân đội Ba Lan.